# 지우진
지우진(1989년 ~)은 대한민국의 가수다. 뮤지컬 배우 민영기의 매니저로 활동한 바 있으며, 2018년에 싱글 앨범 [잊고 지냈었다]로 정식 데뷔했다.

## 방송
- 보컬 전쟁: 신의 목소리
- K팝스타 6 더 라스트 찬스 - Top17(14위)

## 음반
- 보컬전쟁 - 신의 목소리 Part.7 (2016)
- Butterfly (with 민영기) (2017)
- 잊고 지냈었다 (2018)
- Stars (2019)
- 한국인의 노래 4화 (with 장원기) (2020)
- Lullaby (2020)